# Charlotte Bühler

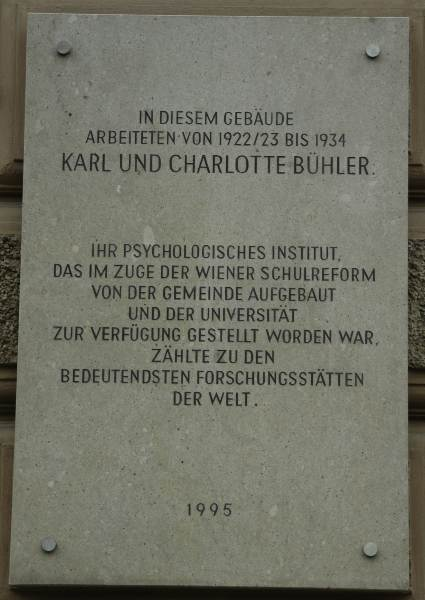
Plaque commémorative située à l'ancien siège de l'institut psychologique au Palais Epstein à Vienne.

Charlotte Bühler, née Malachowski, est une psychologue allemande née le 20 décembre 1893 et morte le 3 février 1974. 

## Publications
- Das Märchen und die Phantasie des Kindes. Barth, Leipzig 1918.
- Das Seelenleben des Jugendlichen : Versuch einer  Analyse und Theorie der psychischen Pubertät . G. Fischer, Jena 1922.
- Kindheit und Jugend : Genese des Bewußtseins. Hirzel, Leipzig 1928.
- Der menschliche Lebenslauf als psychologisches Problem. Hirzel, Leipzig 1933.
- Praktische Kinderpsychologie. Lorenz, Wien, Leipzig [1938].
- Kind und Familie : Untersuchungen der Wechselbeziehungen des Kindes mit seiner Familie. Fischer, Jena 1937.
- Kleinkindertests : Entwicklungstests vom 1. bis 6. Lebensjahr. Barth, München 1952.
- Psychologie im Leben unserer Zeit. Droemer/Knaur, München, Zürich 1962.